# Kathedrale St. Peter und Paul (Legnica)

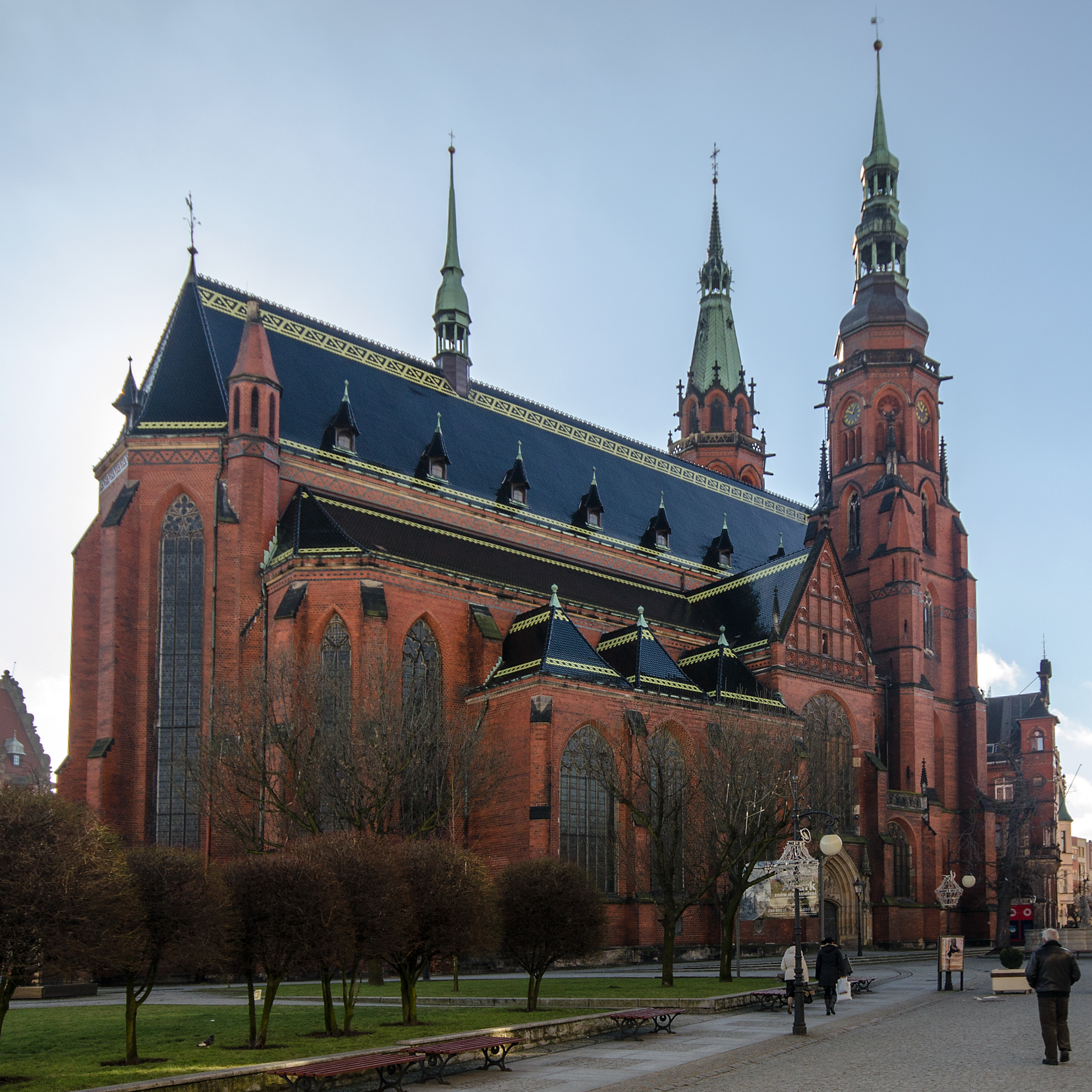
Nordseite der Kathedrale

Die Kathedrale St. Peter und Paul (auch Oberkirche, polnisch Katedra Świętych Apostołów Piotra i Pawła) ist ein römisch-katholisches Kirchengebäude in Legnica (deutsch Liegnitz) am Liegnitzer Ring in der Woiwodschaft Niederschlesien in Polen. Seit 1992 dient die Kirche als Kathedrale des neu gegründeten Bistums Legnica.

## Geschichte

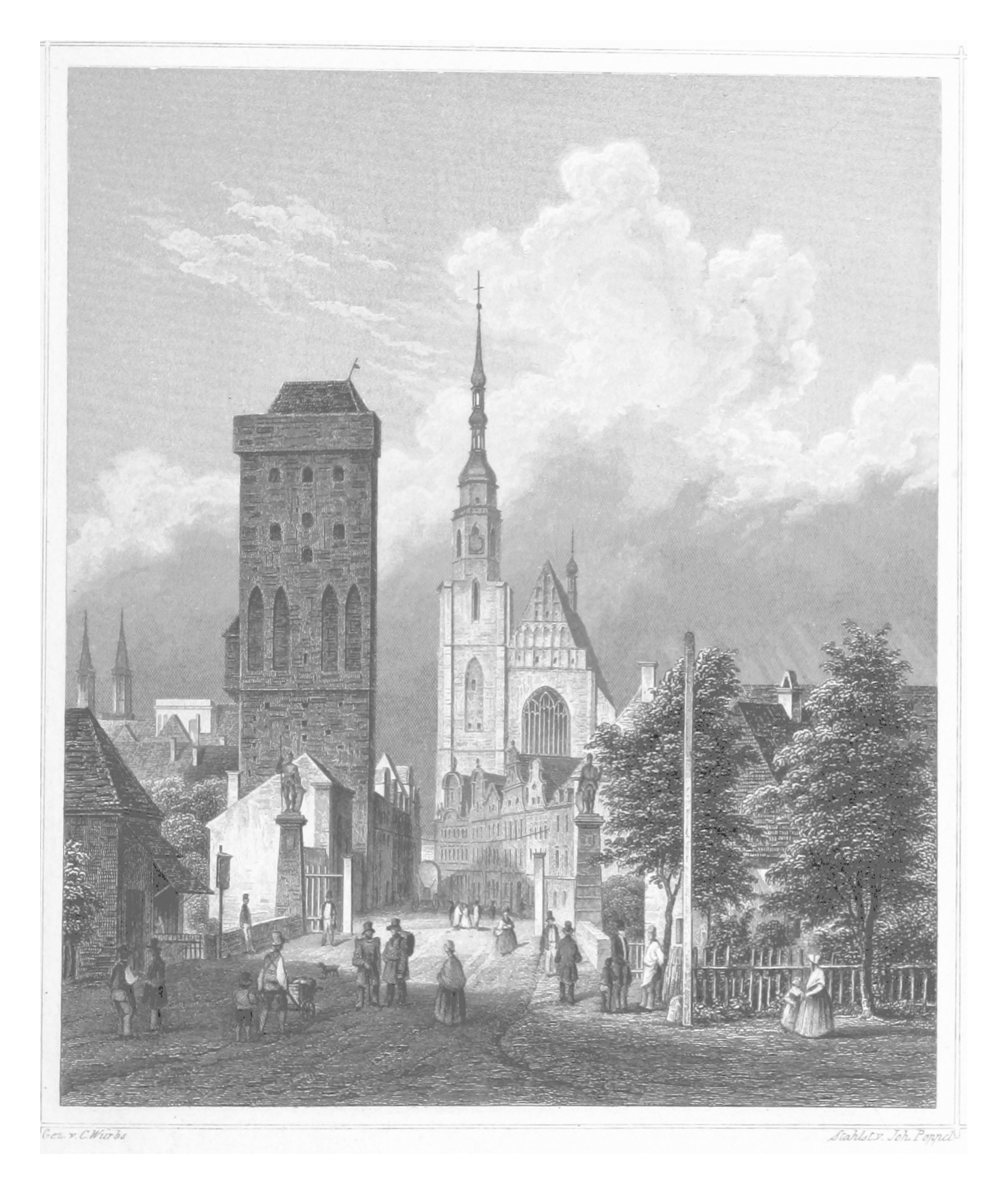
Stich von 1852 der Goldbergschen Straße mit der eintürmigen Fassade der Kirche St. Peter und Paul

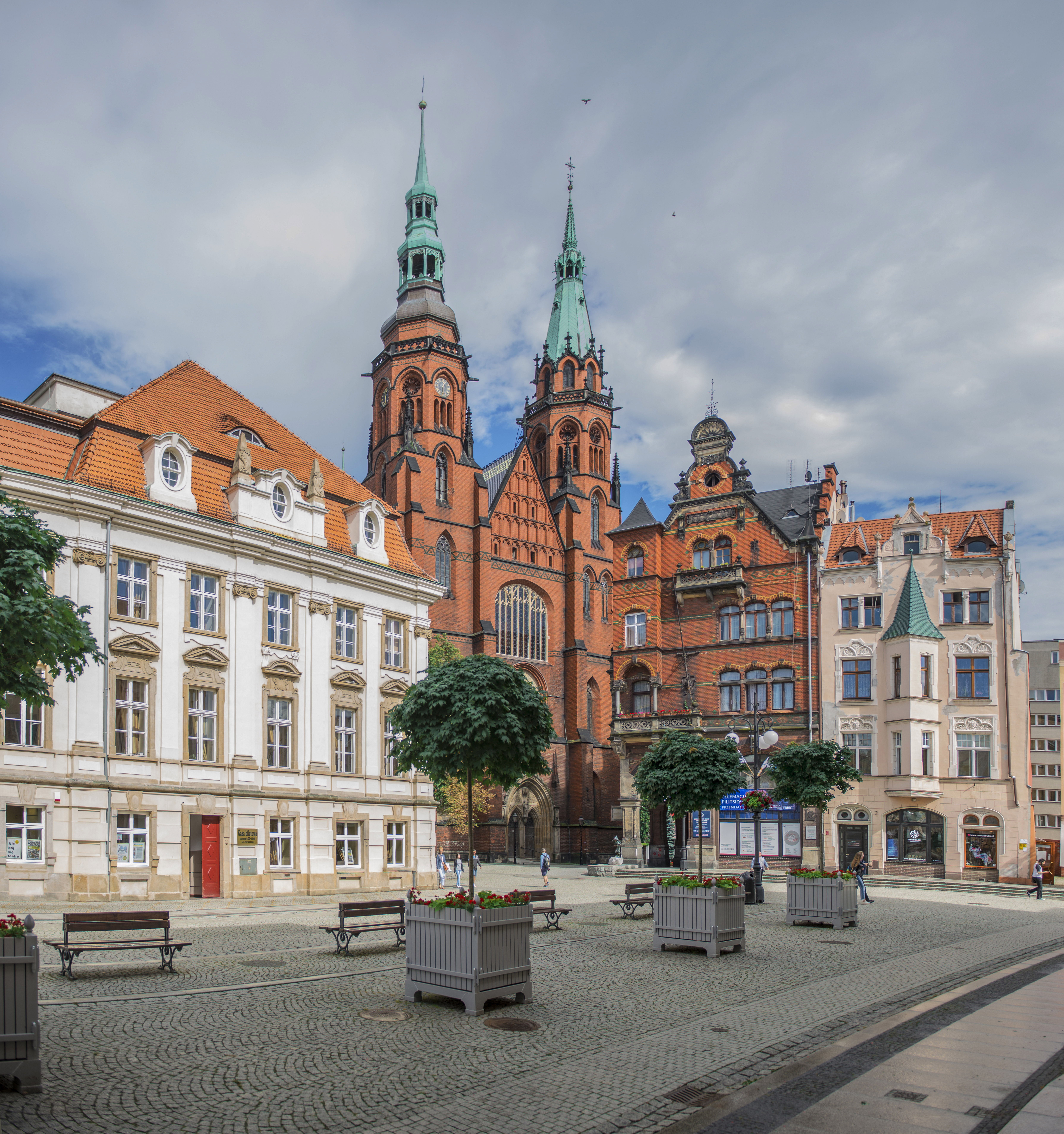
Blick vom Ring auf die Nordwestfassade und die beiden Kirchtürme

Ein erster Kirchenbau an gleicher Stelle, der dem Apostel Peter gewidmet war, wurde 1208 erwähnt. Zwischen 1328 und 1378 wurde das Gotteshaus unter Baumeister Wiland nach dem Vorbild der Breslauer Elisabethkirche neu erbaut. Die Kirche wurde bereits am 20. September 1342 unter Bischof Waclaw geweiht und erhielt den Heiligen Paul als zweiten Patron hinzu.
Zwischen 1370 und 1378 wurde das Gotteshaus weiter ausgebaut. Federführend war der Baumeister Konrad aus Krakau. Aus dieser Zeit stammt das gotische Hauptportal an der Nordwestseite der Kirche. Zwischen 1378 und 1390 wurde das Innere der Kirche durch Klaus Parlirer ausgestaltet, wobei die Fensterrahmen im gotischen Stil entstanden. Entlang des Seitenschiffs entstanden bis zum 15. Jahrhundert 15 Kapellen.
Nachdem Herzog Friedrich II. 1522/23 in seinem Herzogtum Liegnitz die Reformation einführte, diente die Kirche als evangelische Kirche.
Nach einem Brand im Jahr 1835 wurde die Kirche unter Entwürfen von Karl Friedrich Schinkel wieder aufgebaut. Die Restaurierung bzw. der Umbau der Kirche 1892 bis 1894 nach einem Entwurf Johannes Otzens führte zu grundlegenden Veränderungen vor allem für das Äußere. Die unvollendet gebliebene Hauptfassade wurde um einen Südturm mit neugotischem Turmhelm ergänzt und der Gesamtbau durch Verblendung mit neuen Backsteinen sowie neue Bauplastiken in seiner historischen Substanz stark verändert. Dagegen blieb die wertvolle Innenausstattung der dreischiffigen Hallenkirche erhalten.
Nach dem Übergang an Polen 1945 wurde sie den Katholiken übergeben. Eine Ende des 19. Jahrhunderts entfernte Marienfigur im Hauptportal wurde nach der Rekatholisierung wieder angebracht und die an dieser Stelle eingefügte Figur Martin Luthers entfernt. Dessen im 19. Jahrhundert nebenstehend angebrachtes Zitat „Hier stehe ich. Ich kann nicht anders. Gott helfe mir. Amen. Worms 1521“ blieb jedoch erhalten und wird nun scheinbar Maria in den Mund gelegt. Am 25. März 1992 wurde die Kirche unter Papst Johannes Paul II. zur Kathedrale erhoben und dient seither als Hauptkirche des Bistums Legnica.

## Architektur und Ausstattung

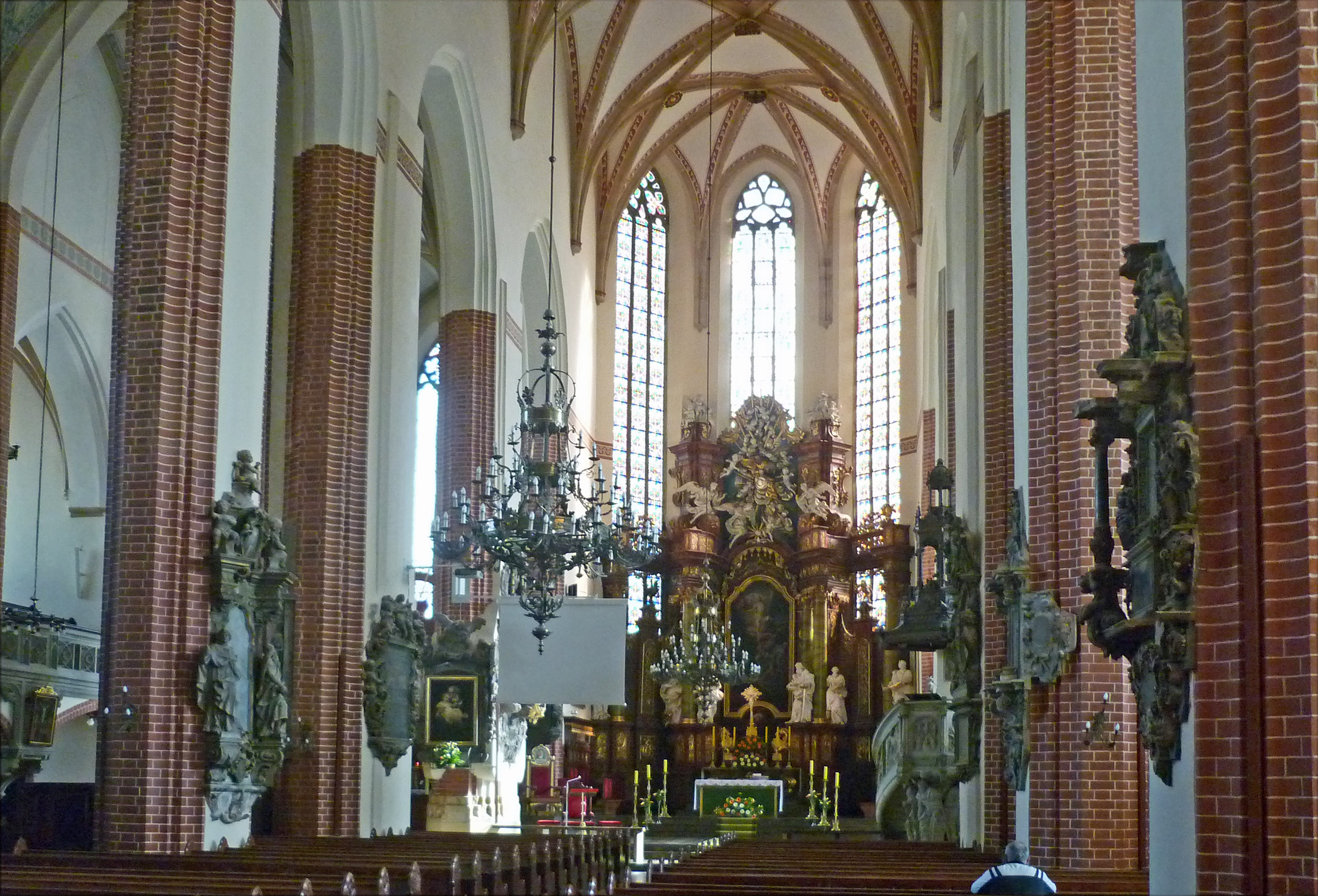
Blick auf den Altarraum

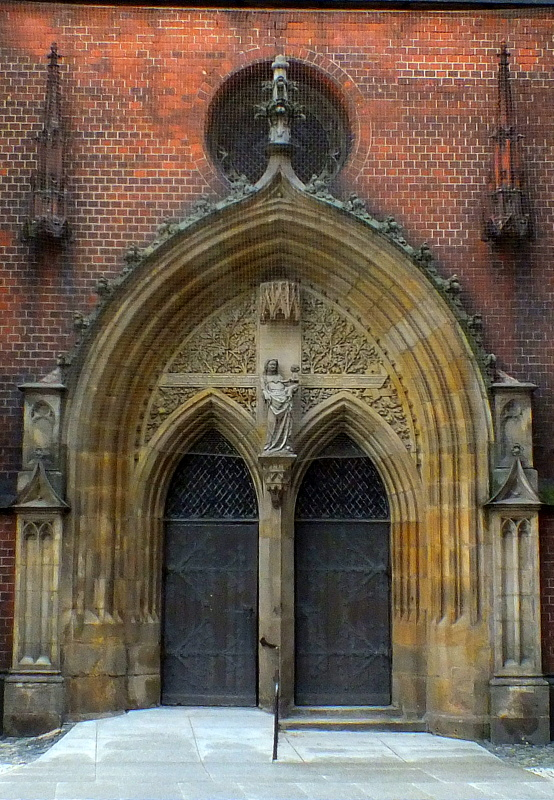
Gotisches Hauptportal

Bei der Kathedrale St. Peter und Paul handelt es sich um ein dreischiffiges Gotteshaus. In den Seitenschiffen der Kirche befinden sich Kreuzgewölbe. Das Gewölbe des Presbyteriums ist gerippt.
Zwischen den beiden Kirchtürmen befindet sich eine Rosette. Sie befindet sich im ältesten Teil der Kirche.
Das nordwestliche Hauptportal stammt aus der Zeit um 1370. Am Portal wurde eine Statue von Madonna mit Kind aufgestellt, die um 1340 entstand. Das Portal ist ein Meisterwerk der Steinmetzkunst und der Haupteingang des Tempels.
Aus dem Mittelalter haben sich zahlreiche Grabsteine und Epitaphe im Inneren der Kirche erhalten.
Aus der Renaissance stammen das Liegnitzer Ratsgestühl von 1568, die Kanzel Caspar Bergers von 1586 bis 1588 sowie zahlreiche Epitaphien. Barock ist neben dem Hauptaltar mit dem Gemälde Christi Himmelfahrt das Gehäuse der Orgel (1722–1725), ein Werk Ignatius Mentzels, das ein Instrument der Firma Schlag & Söhne von 1894 birgt.